# Пиранези (роман)
«Пиранези» (англ. Piranesi) — фантастический роман британской писательницы Сюзанны Кларк, опубликованный на английском языке 15 сентября 2020 года издательством Bloomsbury Publishing. В том же году вышел в русском переводе Е. Доброхотовой-Майковой.

## Создание
В 2005 году Сюзанна Кларк заболела болезнью, симптомами которой были истощение, мигрени, туманность сознания, и которая сопровождалась депрессией и тревожностью. Она отложила задуманное продолжение романа «Джонатан Стрендж и мистер Норрелл», а через несколько лет решилась взяться за другой свой замысел, появившийся ещё в 1980-е годы и вдохновлённый рассказом Борхеса «Дом Астерия». Другим источником вдохновения стала повесть К. С. Льюиса «Племянник чародея».
Главный герой нового романа получил своё имя в честь итальянского архитектора XVIII века Джованни Баттиста Пиранези, известного серией офортов «Воображаемые тюрьмы».

## Сюжет
Повествование представляет собой дневник главного героя, молодого человека, которому, по его ощущениям, 30-35 лет. Он не помнит, как его зовут, но единственный другой человек, с которым он общается (герой так и называет его Другой), называет его Пиранези. Пиранези живёт в мире, представляющем собой огромный Дом как минимум с тысячами залов, стены которых заполнены статуями. Нижние этажи Дома покрывает морская вода, временами прилив поднимается и выше. Верхние этажи уходят в небо. В некоторых залах обвалился потолок или пол. Пиранези ловит рыбу в нижних этажах и питается ей, ночует он в залах. Также в Доме обитают чайки и другие птицы. С Другим он может общаться только в определённые дни, при этом иногда Другой, который всегда носит чистые костюмы, передаёт Пиранези нужные тому вещи типа спичек или одежды. Другой занимается поиском тайного знания и утверждает, что Пиранези должен помогать ему. Пиранези же бродит по дому, составляя каталог статуй и записывая отчёт о происходящих событиях в дневник. Кроме него и Другого, в Доме есть свидетельства существования лишь ещё 13 человек — это скелеты, найденные Пиранези в разных залах. Таким образом, всего в мире, по его мнению, жило 15 человек, но он надеется, что когда-то сможет увидеть и 16-го.
Однажды Пиранези неожиданно встречает в одном из залов незнакомого пожилого человека (он мысленно называет его Пророком). У них происходит разговор, из которого Пиранези мало что понимает — незнакомец называет события и имена, которые непонятны Пиранези. Вернувшись к себе, Пиранези пытается по составленному им самим Указателю к своему дневнику найти некоторые из имён и с удивлением узнаёт, что он когда-то писал о таких людях, хотя совсем забыл про это. Более того, в его дневниках он находит записи о событиях, произошедших с ним с совершенно других местах, и там фигурируют встречи с другими людьми. Объяснения этому герой найти не может, хотя постепенно начинает догадываться, что когда-то у него была другая жизнь, которую он забыл. От Другого Пиранези узнаёт, что скоро в Доме появится 16-й, и это будет опасный человек, который хочет погубить его.
Постепенно из ранних дневников Пиранези и эпизодических проявлений «другой жизни» в Доме (вроде кусочков разорванных исписанных листков, которые Пиранези находит в одном из залов) становится ясно, что Пророк — это учёный Лоуренс Арн-Сейлс, который начиная с 1970-х годов искал пути проникновения в иные миры. «Другой» это Валентайн Кеттерли, бывший последователь Арн-Сейлса, с которым он впоследствии разошёлся. Когда в Доме появляется 16-й, это оказывается женщина, которая оставляет для Пиранези записки на стенах, сообщая в том числе, что его скорее всего звали Мэтью Роуз Соренсен. Из своего же дневника Пиранези узнаёт, что в 2012 году он приходил к Кеттерли, потому что собирался взять у него интервью для книги об Арн-Сейлсе, и Кеттерли при помощи магического ритуала переместил его в Дом. На протяжении нескольких лет в Доме Мэтью Роуз Соренсен многое забыл, в том числе своё имя и своё прошлое, однако 16-я, следователь полиции Рафаэль, ведущая его поиски, сумела найти проход в Дом, чтобы вызволить его.
Во время сильного прилива Кеттерли, собираясь убить Рафаэль, гибнет сам. После колебаний герой возвращается с Рафаэль в свой мир (в 2018 год), хотя он по-прежнему ощущает себя скорее Пиранези, нежели Мэтью Роузом Соренсеном. Иногда он вместе с Рафаэль или отдельно от неё посещает Дом, чтобы вспомнить ощущение покоя и красоты, связанное с ним.

## Оценки
Сама Кларк назвала книгу «смесью Клайва Льюиса и Хорхе Борхеса». «Пиранези» был высоко оценён критиками, отметившими, что он совсем не похож на первую книгу Кларк, «Джонатан Стрендж и мистер Норрелл».
В июне 2024 года было объявлено, что студия Laika купила права на экранизацию «Пиранези». Планируется снять анимационный полнометражный фильм, режиссёром которого станет Трэвис Найт.